# Jedwabne
Jedwabne è un comune urbano-rurale polacco del distretto di Łomża, nel voivodato della Podlachia.
Ricopre una superficie di 159,42 km² e nel 2004 contava 5 634 abitanti.

## Storia
Menzionata per la prima volta nel 1455, Jedwabne ricevette i diritti cittadini nel 1736. Durante gli anni dal 1939-1941, sotto l'occupazione sovietica, alcuni degli abitanti del luogo furono arrestati o deportati in Siberia, e un parroco, Ryszard Marian Szumowski, fu ucciso dai sovietici nel luglio 1941. La città è conosciuta per essere stata il luogo del pogrom di Jedwabne, durante la seconda guerra mondiale.